# Zeche Von der Heydt
Die Zeche Von der Heydt ist ein ehemaliges Steinkohlenbergwerk in Herne-Baukau. Das Bergwerk wurde auch zeitweise unter den Namen Zeche Herne oder Zeche Providence geführt. Die Zeche Von der Heydt ist eine der ältesten Zechen auf dem Alt-Herner Stadtgebiet.

## Geschichte

### Die Anfänge
In der Mitte des 19. Jahrhunderts wurden, unter der Leitung des Ingenieurs John Coghlen, in Herne-Baukau die ersten Erkundungsbohrungen durchgeführt. Am 7. April des Jahres 1855 stieß ein Bohrtrupp auf einem Ackerland, südlich der heutigen Rottbruchstraße, in einer Teufe von 162 Metern auf Steinkohle. Am 15. November desselben Jahres legte der Kaufmann Wilhelm Endemann die Mutung ein. Der Muter Wilhelm Endemann benannte das Grubenfeld nach dem preußischen Finanzminister „Von der Heydt“. Am 13. Juni des Jahres 1857 wurde das Geviertfeld Von der Heydt und am 2. Juli desselben Jahres wurde das Geviertfeld Von der Heydt IV verliehen. Am 13. Mai des Jahres 1858 wurde das Geviertfeld Von der Heydt I verliehen. Am 22. Dezember des Jahres 1859 wurde das Geviertfeld Von der Heydt III verliehen. Dieses Geviertfeld war unter dem Namen Karpus gemutet worden. Am 3. Februar des Jahres 1860 wurde das Geviertfeld Von der Heydt II verliehen. Im Jahr 1864 erwarb die Société civile des Charbonnages de Herne – Bochum, deutsch: Bürgerliche Bergwerks-Gesellschaft Herne und Bochum, das Kohlefeld von dem Muter Wilhelm Endemann. Repräsentant der Gesellschaft war der Ingenieur Pierre Monin. Noch im selben Jahr wurde mit den Teufarbeiten für den ersten Schacht begonnen. Der Schacht Providence (Französisch: Vorsehung) wurde an der Straße nach Crange, etwa 500 m westlich vom Bahnhof Herne, in unmittelbarer Nachbarschaft zur Köln-Mindener-Eisenbahn angesetzt. Bei den Teufarbeiten kam es zunächst zu stärkeren Wasserzuflüssen. Aus diesem Grund wurden die ersten 18 Lachter mit Tübbingen ausgebaut. Nachdem man auf die Mergelschicht gestoßen war, verringerten sich die Wasserzuflüsse deutlich. Bis zu einer Teufe von 49 Lachtern wurde der Ausbau zunächst mittels Tübbingen fortgesetzt. Danach wurde der weitere Schacht mit einer Mauerung ausgebaut. Das Bergwerk gehörte zu diesem Zeitpunkt zum Bergrevier Bochum. Im Jahr 1865 erreichte der Schacht in einer Teufe von 159 Metern das Karbon. Im Jahr darauf wurde bei einer Teufe von 177 Metern (−120 m NN) die Mergelsohle angesetzt. Noch im selben Jahr wurden bei einer Teufe von 196 Metern (−139 m NN) die 1. Sohle und bei einer Teufe von 226 Metern (−169 m NN) die 2. Sohle angesetzt.

### Die ersten Betriebsjahre
Noch im Jahr 1866 begann die Kohleförderung der Zeche. Im Jahr 1867 wurde mit den Teufarbeiten für den Schacht 2 begonnen. Der Schacht wurde neben Schacht 1 angesetzt. Im selben Jahr wurde Übertage ein Bahnanschluss zur Köln-Mindener Eisenbahn hergestellt. Im Jahr 1868 wurde die Zeche Herne umbenannt in Zeche Von der Heydt. Die Berechtsame umfasste zu diesem Zeitpunkt zwei Geviertfelder. Der Schacht 1 war weiterhin bis zur 2. Sohle in Förderung. Aufgrund starker Wasserzuflüsse wurden die Teufarbeiten im Schacht 2 eingestellt. Dies hatte zur Folge, dass die Bewetterung der Grubenbaue nur über einen Schacht erfolgte. Am 10. Februar des Jahres 1869 kam es auf dem Bergwerk zu einer Schlagwetterexplosion, hierbei wurden drei Bergleute getötet. Um die Bewetterung zu verbessern, wurde Übertage ein Grubenlüfter vom Typ Guibal in Betrieb genommen. Zusätzlich wurden eine Kohlenwäsche und 36 Koksöfen installiert. Unter Tage war im südlichen Wetterquerschlag ein Wasserdamm zur Entlastung der Wasserhaltung errichtet worden, über den das Grubenwasser zurückgehalten und dann je nach Auslastung der Wasserhaltungsmaschinen abgenommen werden konnte. Noch im selben Jahr erfolgte die Umbenennung in Zeche Providence.
Ab dem Jahr 1871 wurden auf dem Bergwerk verbesserte Sicherheitslampen eingeführt. Im Jahr 1874 wurde im Schacht 1 bei einer Teufe von 269 Metern (−212 m NN) die 3. Sohle angesetzt. Im Jahr 1878 wurde bei einer Teufe von 345 Metern (−288 m NN) die 4. Sohle angesetzt. Im darauffolgenden Jahr wurde die Kokerei in Betrieb genommen. Im Jahr 1880 wurde auf der 3. Sohle ein Durchschlag mit der Zeche Barillon erstellt. Im Jahr 1881 wurde ein Durchschlag mit der Zeche Clerget erstellt. Ab dem Jahr 1884 wurde die 4. Sohle ausgerichtet. Im Jahr 1888 wurde bei einer Teufe von 415 Metern (−358 m NN) die 5. Sohle mittels Unterwerksbau angesetzt. Im Dezember des Jahres wurde das Bergwerk von der Harpener Bergbau AG übernommen. Mit der Übernahme wurde das Bergwerk wieder rückbenannt in Zeche Von der Heydt. Der Schacht Providence bestand weiterhin unter diesem Namen. Die Berechtsame umfasste zu diesem Zeitpunkt fünf Geviertfelder. Im Jahr 1891 wurden die Teufarbeiten am Schacht 1 wieder aufgenommen und der Schacht wurde bis zur 5. Sohle tiefer geteuft. Im Jahr 1894 wurden die Teufarbeiten am Schacht 2 wieder aufgenommen.

### Die weiteren Jahre
Im Jahr 1895 erreichte der Schacht 2 das Karbon. Im darauffolgenden Jahr ging der Schacht 2 ab der 4. Sohle in Förderung. Im Jahr 1897 wurden die Teufarbeiten an Schacht 2 wieder aufgenommen und der Schacht wurde bis zur 5. Sohle tiefer geteuft. Der Schacht wurde noch im selben Jahr mit einer zweiten Hängebank und mit vieretagigen Förderkörben ausgerüstet. Um die Feinkohlen zu den Koksöfen zu transportieren, wurde eine Seilbahn in Betrieb genommen. Das Bergwerk gehörte mittlerweile zum Bergrevier Herne. Im Jahr 1898 wurde im Schacht 2 bei einer Teufe von 475 Metern (−418 m NN) die 6. Sohle angesetzt. Zu dieser Zeit waren auf dem Bergwerk insgesamt drei Flöze in Verhieb, davon war ein Flöz mit Bergemitteln, die anderen zwei Flöze waren aus reiner Kohle. Die Mächtigkeit der Flöze lag zwischen 0,7 und 3,5 Metern, bei dem Flöz mit Bergemitteln lag die Mächtigkeit des Bergemittels zwischen 0,2 und 1,2 Metern. Im Jahr 1899 wurde der Schacht 1 bis zur 6. Sohle tiefer geteuft. Nach dem Umbau des Herner Bahnhofs mit Höherlegung der Gleisanlagen konnten die Anschlussgleise der Zeche wegen größerer Steigung nur noch eingeschränkt zum Kohletransport genutzt werden. Im Jahr 1902 wurden die Teufarbeiten an Schacht 1 weiter geführt und der Schacht wurde tiefer geteuft. Im Jahr 1903 wurde im Schacht 1 bei einer Teufe von 575 Metern (−518 m NN) die 7. Sohle angesetzt. Im selben Jahr wurden die Teufarbeiten an Schacht 2 weiter geführt und der Schacht wurde tiefer geteuft. Im Jahr 1905 wurde Schacht 2 mit der 7. Sohle durchschlägig. Im Jahr 1906 wurde im Schacht 2 bei einer Teufe von 675 Metern (−618 m NN) die 8. Sohle und noch im selben Jahr bei einer Teufe von 773 Metern (−716 m NN) die 9. Sohle angesetzt.
In den Folgejahren sollte die Zeche Von der Heydt elektrische Energie an die Nachbarbergwerke der Harpener Bergbau AG liefern. Allerdings waren die bestehenden Kraftwerksanlagen des Bergwerks hierfür nicht genügend leistungsfähig. Aus diesem Grund wurde der Bau eines neuen Zechenkraftwerks erforderlich. Im Jahr 1910 wurde die 7. Sohle aufgegeben. Grund für diese Maßnahme war, dass im Bereich der 7. Sohle nur Magerkohlen vorhanden waren. Im selben Jahr wurde mit dem Bau eines neuen Zechenkraftwerks begonnen. Das Kraftwerk wurde mit einem Drehstromgenerator ausgestattet, der eine elektrische Leistung von 1250 KVA hatte. Für den Antrieb des Generators wurde eine dreistufige Abdampfturbine installiert. Am 1. Oktober desselben Jahres wurde eine Brikettfabrik in Betrieb genommen. Am 21. Juni des Jahres 1911 wurden die Anlagenteile des Zechenkraftwerks einer Abnahmeuntersuchung unterzogen. Im Juli desselben Jahres wurde die Kokerei stillgelegt. Im Jahr 1912 wurden auf dem Bergwerk zum ersten Mal Schüttelrutschen für die untertägige Förderung eingesetzt. Ab dem Jahr 1915 begann die Stadt Herne, den Bahnhof auszubauen. Diese Maßnahme wirkte sich einige Jahre später äußerst ungünstig auf die Absatzverhältnisse des Bergwerks aus.

### Die letzten Jahre
Im März des Jahres 1916 wurde die Brikettfabrik stillgelegt. Bei dem seit 1915 begonnenen Ausbau des Herner Bahnhofs wurden die Gleisanlagen des Bahnhofs höher gelegt. Nachdem der Ausbau der Gleisanlagen im Jahr 1918 fertiggestellt wurde, hatten die Anschlussgleise der Zeche eine zu große Steigung. Dies führte in der Folge dazu, dass sich die Absatzsituation auf Von der Heydt erheblich verschlechterte. Ab dem 1. Juli desselben Jahres wurde daher die Förderung auf Von der Heydt eingestellt und die Förderung von der Zeche Julia übernommen. Die auf Von der Heydt abgebauten Kohlen wurden unter Tage zur Zeche Julia gefördert und dort nach Übertage gefördert. Die Schächte 1 und 2 der Zeche Von der Heydt blieben als Seilfahrt- und Materialschächte wie auch für die Bewetterung in Betrieb. Am 1. April des Jahres 1928 wurde die Zeche Von der Heydt vollständig von der Zeche Julia übernommen. Die Harpener Bergbau AG unter der Leitung von Friedrich Flick tauschte 1940 ihre Zechengruppe Herne, unter anderem mit den Zechen Von der Heydt und Julia, mit der Reichswerke AG für Erzbergbau und Eisenhütten „Hermann Göring“ gegen Anteile an anderen Bergbaubetrieben. Der Besitz der Reichswerke ging 1945 schließlich an die Aktiengesellschaft für Berg- und Hüttenbetriebe.

## Förderung und Belegschaft
Die ersten Belegschaftszahlen des Bergwerks stammen aus dem Jahr 1864, in diesem Jahr waren 43 Mitarbeiter auf dem Bergwerk beschäftigt. Die ersten Förderzahlen des Bergwerks stammen aus dem Jahr 1867, in diesem Jahr wurden mit 646 Beschäftigten eine Förderung von 18.318 Tonnen Steinkohle erbracht. Im Jahr 1869 stieg die Förderung auf rund 165.000 Tonnen Steinkohle, die Belegschaftsstärke lag bei 545 Beschäftigten. Im Jahr 1875 wurden mit 613 Beschäftigten 182.569 Tonnen Steinkohle gefördert. Auf dem Bergwerk wurden gute Fettkohlen und Schmiedekohlen gefördert. Die Kohlen wurden überwiegend zur Produktion von Koks verwendet. Im Jahr 1880 lag die Belegschaftsstärke bei 476 Beschäftigten, die Förderung betrug 216.796 Tonnen Steinkohle. Im Jahr 1885 wurde eine Förderung von 322.645 Tonnen Steinkohle erbracht, die Belegschaftsstärke lag in diesem Jahr bei 608 Beschäftigten.
Im Jahr 1890 wurde eine Förderung von rund 346.000 Tonnen Steinkohle erbracht, die Belegschaftsstärke betrug 750 Beschäftigte. Im Jahr 1895 wurde eine Förderung von 361.992 Tonnen Steinkohle erbracht, die Belegschaftsstärke lag in diesem Jahr bei 831 Beschäftigten. Die maximale Förderung des Bergwerks wurde im Jahr 1900 erzielt. In diesem Jahr wurden mit 1239 Beschäftigten 471.987 Tonnen Steinkohle gefördert. Im Jahr 1905 wurde eine Förderung von 361.992 Tonnen Steinkohle erbracht, die Belegschaftsstärke lag in diesem Jahr bei 831 Beschäftigten. Im Jahr 1910 wurden mit 1424 Beschäftigten 334.242 Tonnen Steinkohle gefördert. Im Jahr 1915 sank die Förderung auf 288.873 Tonnen, die Belegschaftsstärke lag bei 980 Beschäftigten. Im Jahr 1920 wurde eine Förderung von 287.115 Tonnen Steinkohle erbracht, die Belegschaftsstärke betrug 1207 Beschäftigte. Im Jahr 1927 waren noch 872 Mitarbeiter auf dem Bergwerk beschäftigt, es wurden rund 287.039 Tonnen Steinkohle gefördert. Dies sind die letzten bekannten Förder- und Belegschaftszahlen.

## Folgenutzung
Im Jahr 1952 wurden Teile des Grubenfeldes an die Gewerkschaft Wisoka verpachtet. Diese Gewerkschaft betrieb von 1952 bis 1964 eine Kleinzeche unter dem Namen Zeche Von der Heydt und baute noch anstehende Kohlenrestpfeiler ab. Nach Stilllegung der Kleinzeche Von der Heydt wurden Bauabteilung und Markscheiderei der Zeche Von der Heydt am Harpener Weg für die Zeche Recklinghausen weiter genutzt. Die Tagesanlagen wurden in den 1970er Jahren schließlich vollständig beseitigt. Ein Teil der alten Zechenmauer südlich der Bismarckstraße ist als einziges bauliches Relikt noch erhalten geblieben. Auf dem Gelände entstand Wohnbebauung, unter anderem ein Seniorenzentrum.

## Lage
- Schacht 1 Providence: 51° 32′ 33,4″ N, 7° 12′ 33,4″ O
- Schacht 2: 51° 32′ 35,3″ N, 7° 12′ 32,55″ O